# سارمانتایفکا
سارمانتایفکا (به لاتین: Sarmantayevka) یک منطقهٔ مسکونی در روسیه است که در استان آستراخان واقع شده‌است.